# Ringo Starr: Live at Soundstage
Ringo Starr: Live at Soundstage — концертный альбом Ринго Старра и его группы, выпущенный 23 октября 2007 года лейблом Koch Records.
Записи, вошедшие в Ringo Starr: Live at Soundstage, были сделаны 24 июня 2005 на выступлении Старра в зале Genessee Theatre в городе Waukegan (штат Иллинойс, США). Концерт являлся частью концертной серии «Soundstage» (рус. Звуковая сцена), организованной телевизионной некоммерческой сетью PBS.
На альбоме представлены многие хорошо известные в исполнении Старра песни — как в качестве участника The Beatles, так и из времён его последующей сольной карьеры — такие, как, например, «Yellow Submarine», «Octopus' Garden», «Photograph», а также песни с его двух на тот момент последних студийных альбомов, Choose Love и Ringo Rama.

## Список композиций (на альбоме)
1. «With a Little Help from My Friends» / «It Don't Come Easy» (Леннон — Маккартни / Ричард Старки) 3:59
2. «Octopus's Garden» (Старки) 3:09
3. «Choose Love» (Старки/Марк Хадсон/Gary Burr) 3:30
4. «I Wanna Be Your Man» (Леннон — Маккартни) 3:20
5. «Don't Pass Me By» (Старки) 3:45
6. «I'm the Greatest» (Джон Леннон) 3:05
7. «Memphis in Your Mind» (Старки/Хадсон/Gary Burr/Steve Dudas/Dean Grakal) 3:18
8. «Photograph» (Старки/Джордж Харрисон) 3:53
9. «Never Without You» (Старки/Хадсон) 4:37
10. «Back Off Boogaloo» (Старки) 3:57
11. «Boys» (Luther Dixon/Wes Farrell) 3:01
12. «Yellow Submarine» (Леннон — Маккартни) 3:57
13. «Act Naturally» (Johnny Russell/Voni Morrison) 2:48
14. «With a Little Help from My Friends» (Леннон — Маккартни) 4:42

## Список композиций (на концерте)
1. «With a Little Help from My Friends» / «It Don't Come Easy» (Леннон — Маккартни / Старки)
2. «Octopus's Garden» (Старки)
3. «Choose Love» (Старки/Марк Хадсон/Gary Burr)
4. «I Wanna Be Your Man» (Леннон — Маккартни)
5. «Down Under» (Колин Хэй)
6. «Waiting for My Real Life to Begin» (Хэй, участвует Cecilia Noel)
7. «Don't Pass Me By» (Старки)
8. «I'm the Greatest» (Леннон)
9. «Give Me Back the Beat»
10. «Memphis in Your Mind» (Старки/Хадсон/Gary Burr/Steve Dudas/Dean Grakal)
11. «Photograph» (Старки/Харрисон)
12. «Never Without You»
13. «Back Off Boogaloo» (Старки)
14. «Who Can It Be Now?» (Хэй)
15. «Boys» (Dixon/Farrell)
16. «Yellow Submarine» (Леннон — Маккартни)
17. «Act Naturally» (Russell/Morrison)
18. «With a Little Help from My Friends» (Леннон — Маккартни) (участвуют Хэй и Noel)